# Johanne Borchgrevink
Johanne Borchgrevink, född 23 januari 1836 i Christiania, död 31 maj 1924, var en norsk missionär. Hon spelade tillsammans med sin make en nyckelroll i den norska missionsverksamheten på Madagaskar, och grundade och drev en asyl för flickor på Antananarivo från 1872 till 1912. 